# جيمس بوسيمي
جيمس بوسيمي (بالإنجليزية: James Busceme)‏ (مواليد 14 فبراير 1952) هو ملاكم أمريكي، مثّل بلاده في الألعاب الأولمبية الصيفية 1972.

## روابط خارجية
جيمس بوسيمي على موقع بوكس ريك (الإنجليزية) (registration required)
- جيمس بوسيمي على موقع اللجنة الأولمبية الدولية (الإنجليزية)
- جيمس بوسيمي على موقع أوليمبيديا (الإنجليزية)